# Rue Roger-Salengro (Antony)
Pour les articles homonymes, voir Rue Roger-Salengro.
La rue Roger-Salengro est une voie de la commune française d'Antony dans les Hauts-de-Seine.

## Situation et accès
Cette voie au tracé postérieur aux années 1930 commence à la ferme d'Antony, et se termine au rond-point où se rencontrent la rue des Sources et la rue du Jubilé.

## Origine du nom

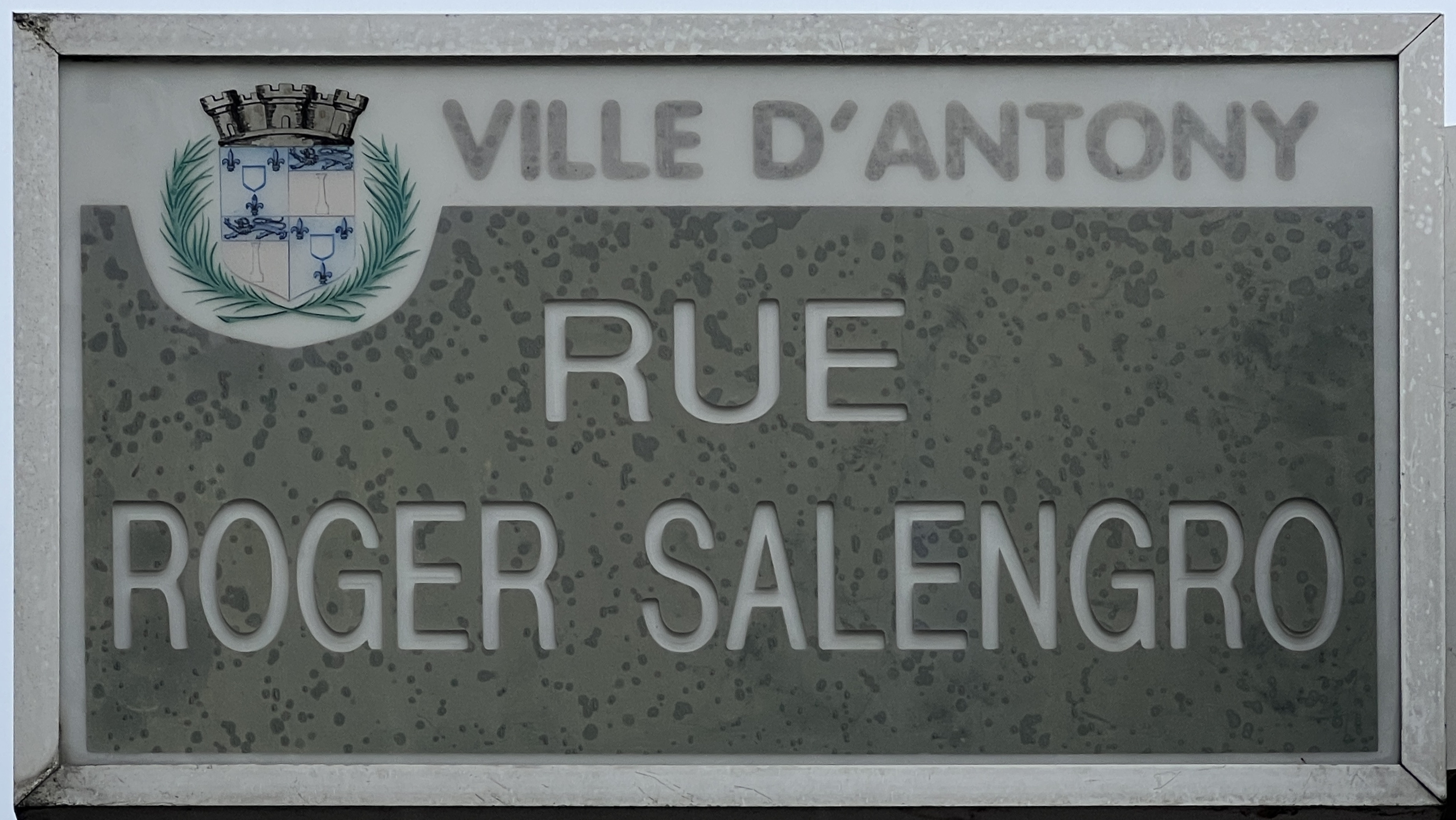
Plaque de la rue.

En 1937, le conseil municipal a décidé de changer le nom de cette voie pour éviter la confusion avec la rue des Hautes-Bièvres. Elle prit le 23 mars 1937, le nom de Roger-Salengro du nom de l'homme politique Roger Salengro qui venait de se suicider en 1936, victime d'une campagne de presse.

## Historique
La rue Roger-Salengro, longue de 470 mètres est l'ancien chemin rural no 12 qui portait le nom de « voie des Basses-Bièvres », du nom du lieu-dit auquel il aboutissait en impasse après avoir longé sur son côté pair, le lieu-dit les Hautes-Bièvres. Au XXIe siècle, cette voie se termine toujours en impasse.

## Bâtiments remarquables et lieux de mémoire
C'est au bout de cette voie, au no 77 que se situent le poney-club et la ferme d'Antony. Le poney-club a été créé en 1990 par Jacinte Giscard d'Estaing qui en était alors propriétaire. Le poney-club dispose d'une cinquantaine de poneys et de chevaux, il est le siège du « club équestre d'Antony ». La ferme possède une vache, un mouton, une chèvre, un âne, un cochon, des lapins et animaux de la basse-cour,.
Un cheminement piéton permet d'accéder, au bord du ru des Godets, au tombeau de François Molé, situé dans le parc Heller. Cette voie était en effet bordée par la grande propriété ayant appartenu à François-René Molé (1734-1802), sociétaire de la Comédie-Française en 1761. Elle fut ensuite la propriété de Pierre-Marin Beaugeard, trésorier-payeur des États de Bretagne jusqu'à la Révolution. Ce vaste domaine fut ensuite découpé en parcelles descendant vers la Bièvre, sur lesquelles ont été construites d'importantes demeures, et complètement loti dans les années 1950.

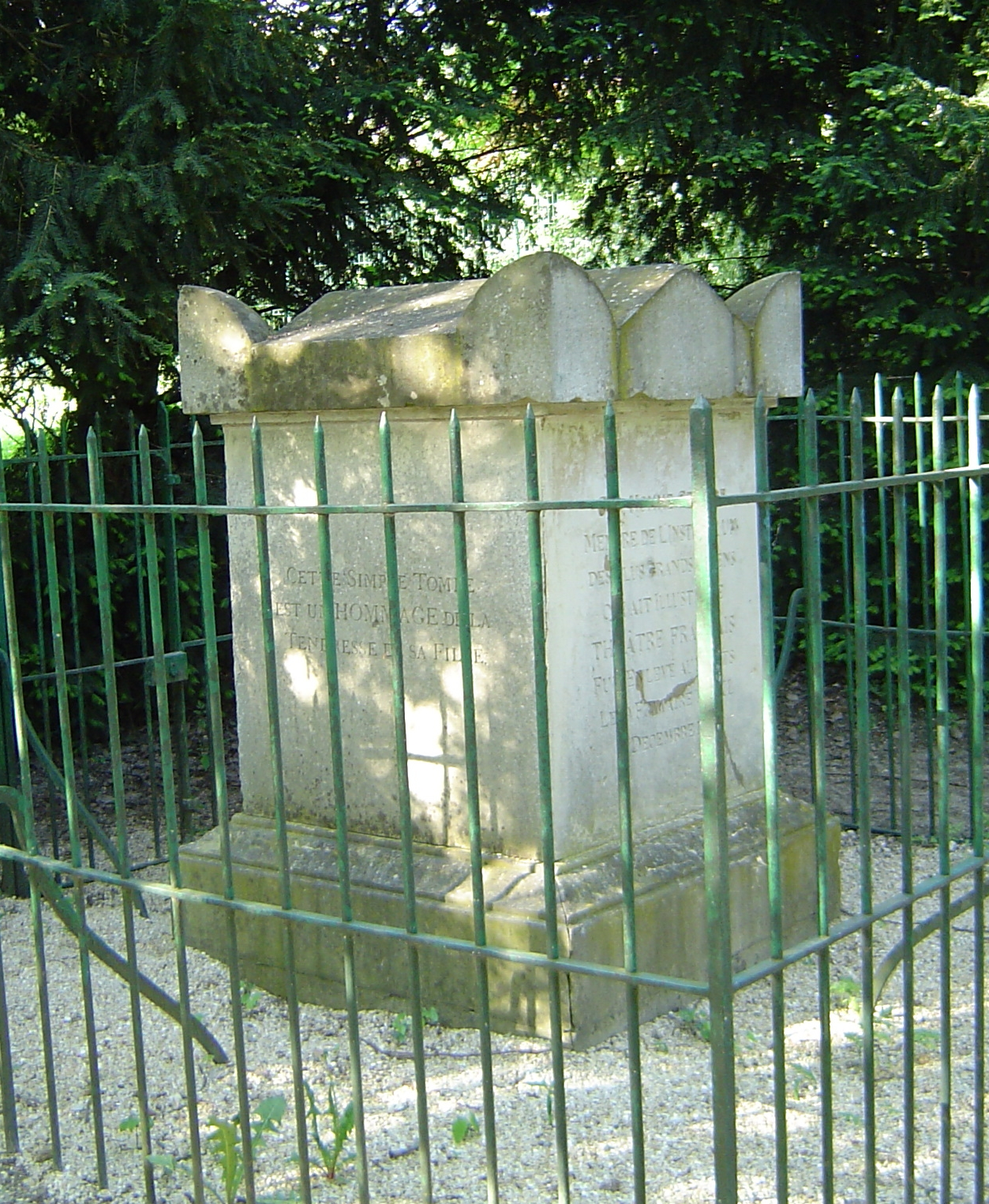
Tombeau de François Molé
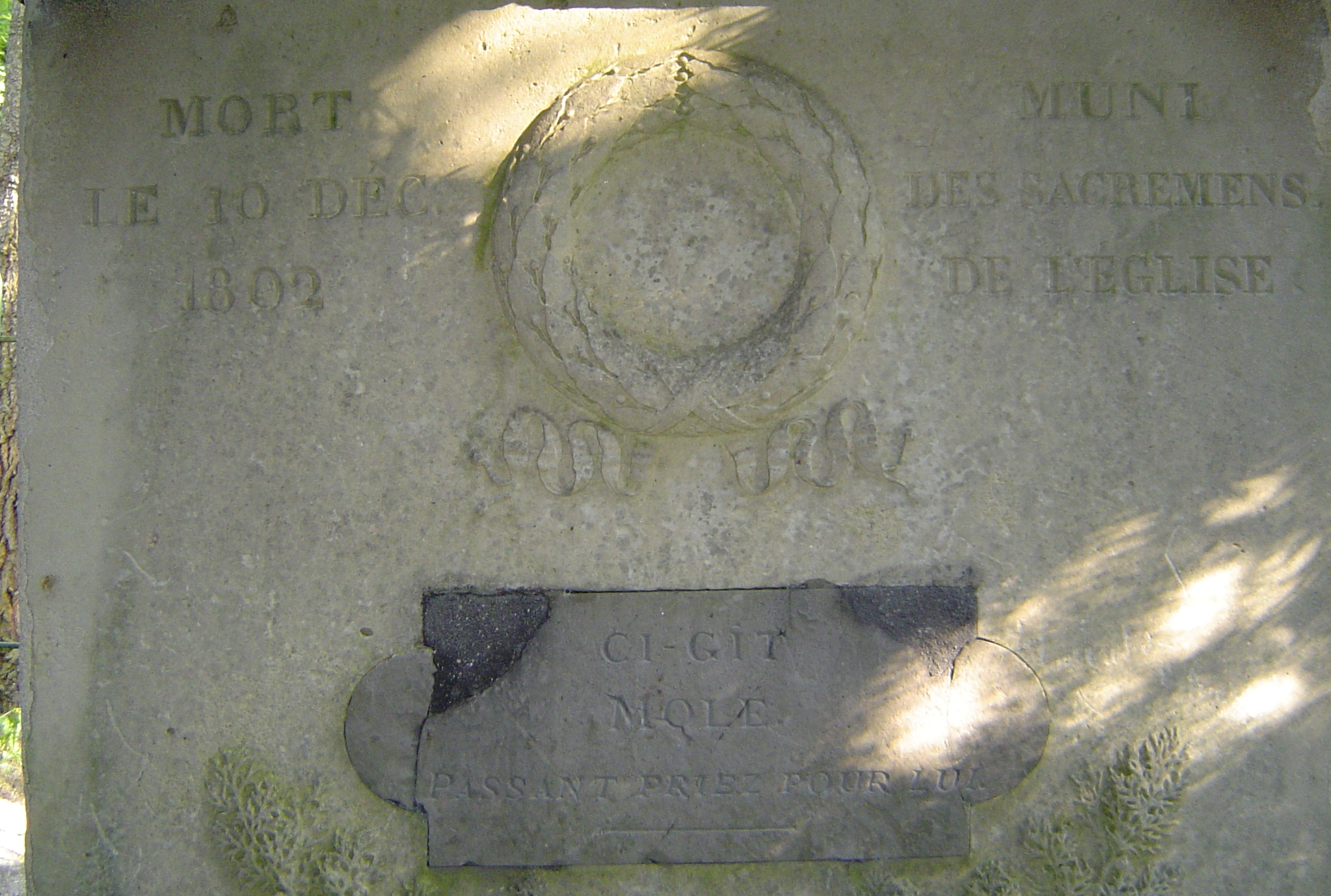
Tombeau de François Molé (détail)

## Pour approfondir